# Alvorada
Alvorada és un municipi de l'estat brasiler de Rio Grande do Sul, pertanyent a la mesoregió metropolitana de Porto Alegre i la microregió de Porto Alegre, va ser fundada el 17 de setembre de 1965.